# Mīnā' Rāshid
Mīnā' Rāshid (arabiska: Mīnā’ Rāshid, ميناء راشد) är en hamn i Förenade Arabemiraten.   Den ligger i emiratet Dubai, i den norra delen av landet, 130 kilometer nordost om huvudstaden Abu Dhabi. Arean är 3,1 kvadratkilometer. Runt Mīnā' Rāshid är det ganska tätbefolkat, med 214 invånare per kvadratkilometer.. Närmaste större samhälle är Sharjah, 15,1 kilometer nordost om Mīnā' Rāshid. 
Runt Mīnā' Rāshid är det i huvudsak tätbebyggt.